# Johannes Nepomucenus Neumann

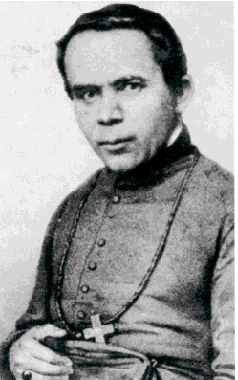
John Neumann

Johannes Nepomucenus Neumann (Engels: John Nepomucene Neumann; Duits: Johann Nepomuk Neumann; Tsjechisch: Jan Nepomucký Neumann) (Prachatice, 28 maart 1811 – Philadelphia, 5 januari 1860) was een Tsjechisch redemptoristisch missionaris in de Verenigde Staten, die de vierde bisschop van Philadelphia werd (1852-1860).
In die functie stichtte hij het eerste Katholieke schoolsysteem in de Verenigde Staten. Hij stichtte ook de Zusters van de Derde Orde van Sint Franciscus. Hij werd heilig verklaard in 1977 en was daarmee de eerste heilig verklaarde Amerikaanse bisschop. Hij wordt herdacht op 5 januari.

Wapen

- Biblioteca Nacional de España: XX1446131
- Bibliothèque nationale de France: cb144794600 (data)
- Catàleg d'autoritats de noms i títols de Catalunya: 981058614678006706
- Gemeinsame Normdatei: 118587323
- International Standard Name Identifier: 0000 0001 0830 7873
- Library of Congress Control Number: n79142781
- Nationale Bibliotheek van Tsjechië: jn20000728451
- Nederlandse Thesaurus van Auteursnamen: 069598622
- SNAC: w6ms5qx1
- Système universitaire de documentation: 075745607
- Virtual International Authority File: 88674325
- WorldCat: E39PBJghvfm8gqqbBJ6Dtjxv73